# Odznaka „10 lat w ochronie granic PRL”
Odznaka „10 lat w ochronie granic PRL” – polskie odznaczenie wojskowe okresu PRL, nadawane przez ministra spraw wewnętrznych.
Odznakę tworzy pole emaliowane szklisto czerwoną emalia na którym umocowane jest godło państwa – posrebrzany orzeł. Wokół pola widnieje napis: W Ochronie Granic PRL. Pole otoczone jest wieńcem z szarfą w górnej części w kolorze zielonym z napisem WOP. W górnej części, po obu stronach pola słupy graniczne w kolorze biało czerwonym nad polem w wieńcu laurowym na tle czerwonym rzymskie X.
Odznakę nadawano jednorazowo oficerom i podoficerom którzy przesłużyli w Wojskach Ochrony Pogranicza co najmniej 5 lat. Nadawał ją dowódca WOP na wniosek dowódców jednostek WOP.
Noszono ją po prawej stronie munduru nad klapą górnej kieszeni z prawej strony Medalu 10-lecia Polski Ludowej.